# Skoronice
Skoronice település Csehországban, Hodoníni járásban. Skoronice Vlkoš, Svatobořice-Mistřín, Milotice, Vracov, Vacenovice és Kyjov településekkel határos. Lakosainak száma 495 fő (2024. január 1.).

## Népesség
A település lakosságának változását az alábbi diagram mutatja:
| Lakosok száma | 418  | 438  | 481  | 513  | 495  | 535  | 523  | 540  | 483  | 495  |
|               | 1869 | 1900 | 1921 | 1961 | 1980 | 2011 | 2016 | 2019 | 2021 | 2024 |